# Kali

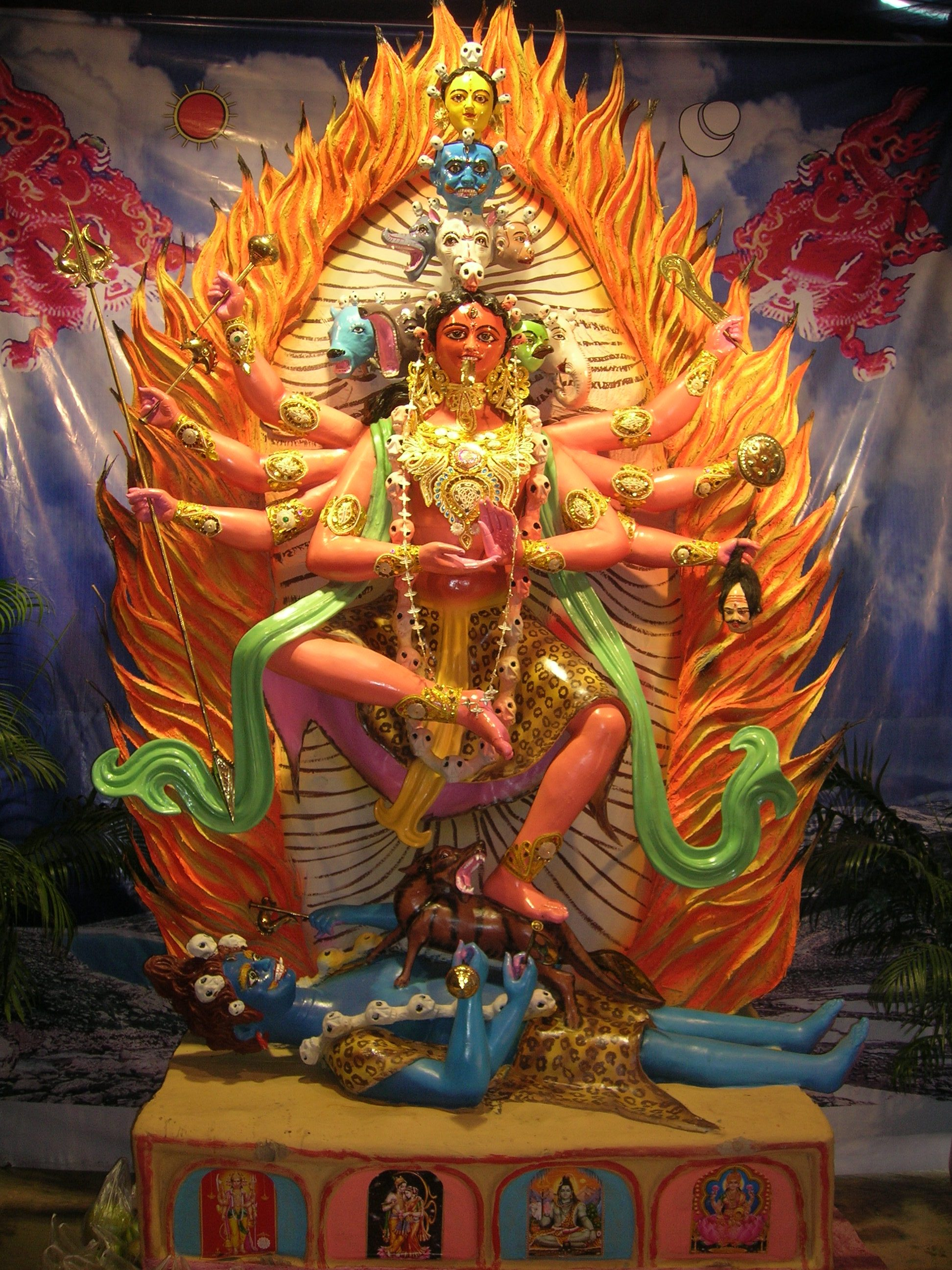
Bogini Guhjakali; w lewej, górnej dłoni trzyma tasak ram dao

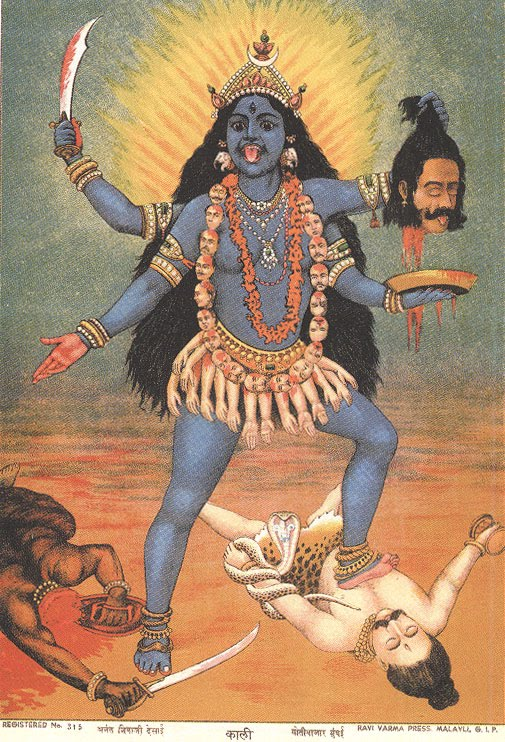
Kali, litografia Raja Ravi Varmy z XIX wieku

Kali (dewanagari काली, trl. Kālī, dosł. rodzaj żeński wyrazu „czas”, trl. kālā) – hinduska bogini czasu i śmierci, pogromczyni demonów i sił zła. Jedna z głównych postaci Śakti, żony Śiwy. Bywa też rozumiana jako „Pani Kosmosu” lub absolut, źródło zasad kosmicznych i wszelkich archetypów. Występują nurty hinduizmu, wprost utożsamiające formy bogini Kali ze stanami świadomości człowieka.

## Ikonografia
Kali w jednej z kilku głównych form ikonograficznych jest ciemnoskóra i wychudzona, z długimi zębami. Odziana w tygrysią skórę i naszyjnik z czaszek; pojawia się najczęściej na polach bitewnych lub na miejscach kremacji. Czasami przedstawiana z wężami wplecionymi we włosy. Często pojawia się z wystającym, zwykle nieprzeciętnie długim językiem (symbolizuje zarówno twórczą, jak i destrukcyjną moc), głową demona w ręce oraz pasem z uciętych rąk. Kali bywa przedstawiana z  kilkoma parami rąk. Ich liczba zdaniem Mahabhagawatapurany może wynosić: dwa, cztery, osiemnaście, jak również sto, a nawet tysiąc. 

## Formy kultowe
- Mahakali (trl. Mahākālī)
- Bhadrakali
- Kalika
- Dakszinakali
- Śmaśanakali
- Kamakali
- Kalasankarszini
- Guhjakali[6]

## Mężowie i partnerzy
- Śiwa
- Wisznu
- Kryszna
- Ganeśa
- Skanda[7].

## Recepcja w literaturze religijnej
Opisy bogini zawierają dopiero stosunkowo późne dzieła – purany i eposy. Jej postać występuje też w literaturze hinduizmu ludowego:
- Dewimahatmja (z Markandejapurany)
- Lingapurana
- Skandapurana
- Dewipurana
- Dewibhagawatapurana
- Tantrasara

## Kult

### Święte miejsca
- Kalighat
- cmentarze

### Ofiary
Gniew Kali wierni uśmierzają ofiarami ze zwierząt i darem ich krwi. W przeszłości wzmiankowane są również ofiary ludzkie i samoofiarowanie (nawet samodekapitacja). Do ścinania głów ofiar zwierzęcych tradycyjnie używało się specjalnego tasaka zwanego ram dao; w związku z tym wyobrażenia Kali często trzymają taką broń w jednej z rąk